# باشگاه فوتبال اتحادیه ورزشی نیروهای باماکو
باشگاه فوتبال اتحادیه ورزشی نیروهای باماکو (به انگلیسی: USFAS Bamako) یک باشگاه فوتبال مالیایی مستقر در باماکو است. آنها در لیگ برتر فوتبال مالی بازی می‌کنند و متعلق به ارتش مالی هستند. ورزشگاه خانگی آنها Stade Municipal de USFAS است.